# Deutsch-palästinensische Beziehungen
Die Deutsch-palästinensischen Beziehungen beschreiben das zwischenstaatliche Verhältnis zwischen der Bundesrepublik Deutschland und dem Staat Palästina. Deutschland erkennt Palästina diplomatisch nicht an (Siehe: Internationale Anerkennung des Staates Palästina). Die Bundesrepublik verfügt allerdings über ein Vertretungsbüro in Ramallah, während es gleichzeitig eine palästinensische Mission in Berlin gibt. Es bestehen zahlreiche zwischengesellschaftliche Kontakte und die Bundesrepublik unterstützt die Palästinensergebiete wirtschaftlich im Rahmen von Entwicklungspartnerschaften. Deutschland setzt sich diplomatisch für eine Zweistaatenlösung ein und fungierte in der Vergangenheit als Vermittler im Nahostkonflikt.

## Geschichte

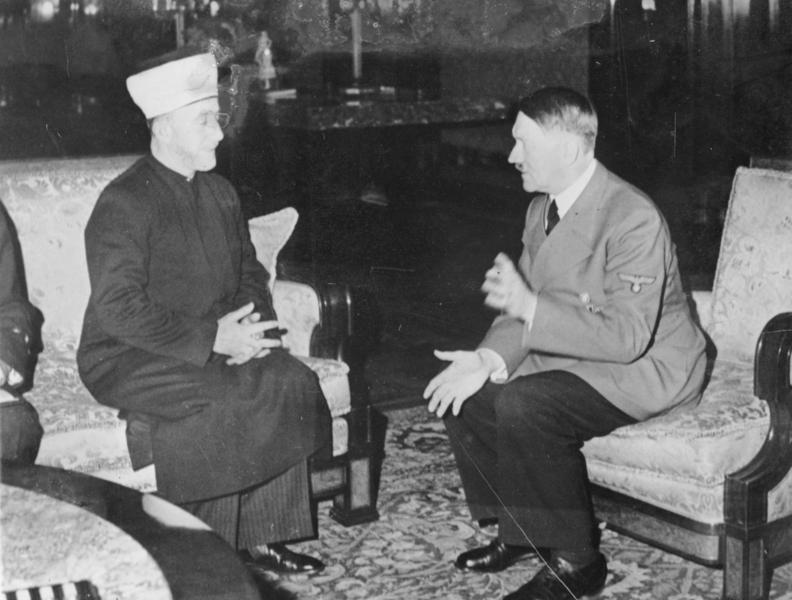
Amin al-Husseini und Adolf Hitler (1941)

Ab dem Jahre 1840 bestand ein preußisches Konsulat in Palästina, welches später auf das Deutsche Reich überging. Im späten 19. Jahrhundert begannen auch Juden aus dem deutschsprachigen Raum nach Palästina zu migrieren, um die zionistische Vision von Theodor Herzl zu verwirklichen. Während des Ersten Weltkriegs verbündete sich das Osmanische Reich, das damals Palästina kontrollierte, mit Deutschland und den Mittelmächten. Nach der Niederlage der Mittelmächte erteilte der Völkerbund Großbritannien ein Mandat zur Verwaltung Palästinas, und Deutschland hatte bis 1926 keine offiziellen Beziehungen zu diesem Gebiet. Die deutsche Vertretung wurde bis dahin durch das spanische Konsulat wahrgenommen. Die Machtübernahme Adolf Hitlers in Deutschland 1933 führte zu einer Auswanderungswelle deutscher Juden, von denen viele in Palästina Zuflucht suchten und sich bereits ansässigen Siedlern anschlossen. Der Großmufti von Jerusalem, Mohammed Amin al-Husseini, kollaborierte in den 1930er Jahren eng mit dem NS-Staat und lebte ab 1941 in Deutschland. Hier betrieb er nationalsozialistische Propaganda für den arabischen Raum und forderte die Araber zur Unterstützung der Deutschen auf. NS-Deutschland unterstützte auch den Aufstand der Palästinenser gegen die britische Kolonialmacht mit Geldern und Waffen. Bei dem Unternehmen Atlas warfen die Deutschen im Oktober 1944 fünf Fallschirmspringer über dem Mandatsgebiet Palästina ab, von denen drei aber von den Briten gefangen genommen wurden. Nach der Niederlage Deutschlands floh al-Husseini nach Ägypten und verlor seinen Status als Anführer der palästinensischen Unabhängigkeitsbewegung, seine antisemitischen und antizionistischen Ideen beeinflussten spätere Bewegungen allerdings stark.

### Bundesrepublik Deutschland
Nach dem Zweiten Weltkrieg nahm die Bundesrepublik Deutschland im Jahre 1965 diplomatische Beziehungen mit Israel auf, was vonseiten der arabischen Staaten zu einem Abbruch der Beziehungen zur Bundesrepublik Deutschland führte. Der Sechstagekrieg (vom Spiegel als „Israels Blitzkrieg“ bezeichnet) führte zu einer breiten Solidaritätsbewegung vonseiten der deutschen Linken gegenüber den Palästinensern und der Palästinensischen Befreiungsorganisation (PLO). Sowohl westdeutsche Linksextreme als auch Neonazis kooperierten mit palästinensischen Gruppen. Deutsche Rechtsextreme wie Willi Voss halfen bei dem Münchner Olympia-Attentat von 1972 auf die israelische Olympiamannschaft. Voss wurde später Mitglied der PLO im Libanon, bevor er zur CIA überlief. Die Rote Armee Fraktion unterhielt ebenfalls enge Beziehungen zu palästinensischen Gruppen, was bis zu gemeinsamen Strategiepapieren und Trainingscamps reichte. 1976 entführten deutsche Linksextreme gemeinsam mit palästinensischen Terroristen eine Maschine der Air France auf dem Weg von Tel Aviv nach Paris. Bei der Operation Entebbe konnten fast alle Geiseln von einem israelischen Spezialkommando auf dem Flughafen Entebbe befreit werden. Der Nahostkonflikt war in Westdeutschland medial sehr präsent und ab Mitte der 1970er Jahre war die PLO in beiden deutschen Staaten mit einem Büro vertreten. Helmut Kohl sprach sich in den 1980er Jahren für einen palästinensischen Staat aus.

### DDR

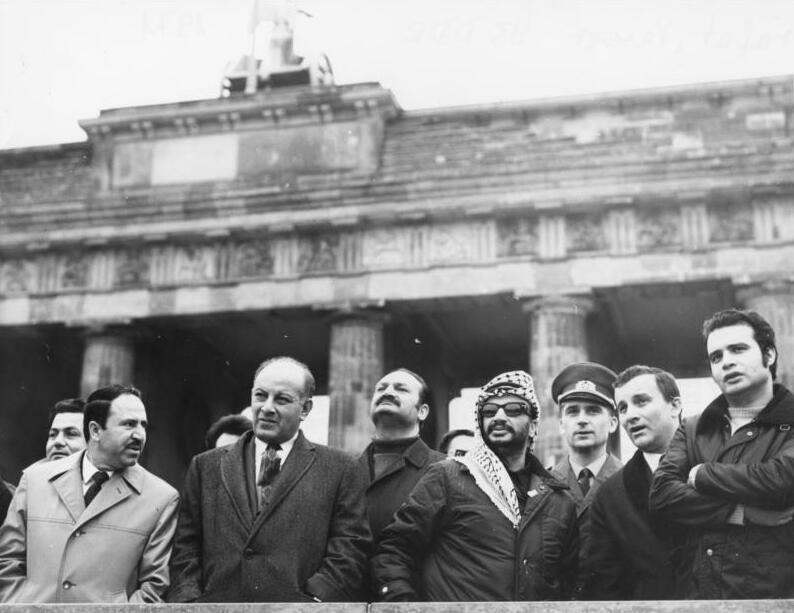
Jassir Arafat am Brandenburger Tor (1971)

Die Deutsche Demokratische Republik gehörte zu den Vorreitern bei der Unterstützung der Palästinenser. Im März 1968 sprach sich die DDR für die „Wiedererlangung der legitimen Rechte des arabisch-palästinensischen Volkes“ aus und vertrat derartige Positionen noch deutlich vor den ideologischen Verbündeten aus Moskau. Im September 1973 wurde PLO-Führer Jassir Arafat von Erich Honecker in Ost-Berlin empfangen, und es wurde eine PLO-Vertretung in Ost-Berlin errichtet, die 1982 den Rang einer Botschaft erhielt. In der DDR-Lesart gehörten die Palästinenser zu den vom westlichen Imperialismus unterdrückten Völkern, welche einen antikolonialen Befreiungskampf führten. Eine Sichtweise, die auch Teile der westdeutschen Linken und der BRD-Studentenbewegung vertraten. In den 1980er Jahren kam es trotz der „Männerfreundschaft“ zwischen Arafat und Honecker zu einer Distanzierung zur PLO, als die DDR sich auf die Seite des syrischen Diktators Hafiz al-Assad stellte, der mit Arafat im Streit lag. Die DDR unterstützte die PLO und später andere palästinensische Gruppen finanziell sowie mit Waffen und bildete zudem auch Kämpfer aus. Am 22. Juni 1990 verabschiedete die erste frei gewählte Volkskammer eine Erklärung, in der sie sich „in aller Form von der hierzulande jahrzehntelang praktizierten anti-israelischen und antizionistischen Politik“ entschuldigte.

### Nach der deutschen Wiedervereinigung
Nach dem Osloer Friedensabkommen von 1993 und der Schaffung der Palästinensischen Autonomiebehörde wurden die Beziehungen mit dem wiedervereinigten Deutschland auf eine neue Basis gestellt. Mehrere parteinahe Stiftungen wurden in Palästina tätig und es wurden Partnerschaftsabkommen zwischen deutschen und palästinensischen Städten abgeschlossen. 2001 vermittelte der deutsche Außenminister Joschka Fischer zwischen Jassir Arafat und dem israelischen Ministerpräsidenten Ariel Scharon. Deutschland sprach sich wiederholt für einen Abbau der Spannungen im Konflikt zwischen Palästinensern und Israelis aus und bekannte sich zu einer Zweistaatenlösung. Deutschland verweigerte sich allerdings der Anerkennung des Staats Palästina, welcher von mehr als zwei Dritteln der UN-Mitgliedsstaaten anerkannt wird. Die vermeintliche Nähe Deutschlands zu israelischen Positionen führte in der Vergangenheit allerdings oft zu Frustrationen aufseiten der Palästinenser.
Nach dem Terrorangriff der Hamas auf Israel 2023 gab es zahlreiche pro-palästinensische Demonstrationen in Deutschland, bei denen es immer wieder zu antisemitischen Vorfällen sowie Angriffen auf Journalisten kam.
Im April 2024 wurde der Konvoi von Oliver Owcza, dem deutschen Vertreter bei der Palästinensischen Autonomiebehörde, während eines Besuchs des Palästinensischen Museums der Universität Bir Zait im Westjordanland von palästinensischen Studenten angegriffen. Die Studenten warfen Steine, beschädigten das Fahrzeug und zwangen den Konvoi, zu fliehen. Der Grund für den Angriff war die deutsche Unterstützung für Israel bei dem Krieg in Israel und Gaza.

## Wirtschaft und Entwicklungszusammenarbeit
Der bilaterale Handelsaustausch nimmt mit einem Volumen von 103 Millionen Euro (2021) eine eher untergeordnete Rolle ein. Deutschland ist allerdings ein wichtiger Partner in der Entwicklungshilfe mit Hilfen von knapp 60 Millionen Euro pro Jahr, wobei Deutschland ein besonderes Augenmerk auf die Schaffung von Projekten zur Förderung von Beschäftigung legt. Daneben leistet Deutschland Hilfe für den Wiederaufbau des Gazastreifens und arbeitet mit den palästinensischen Behörden eng im Bereich Wasser, Abwasser und Abfallentsorgung zusammen. Deutschland ist ein Partner des UN-Hilfswerks für palästinensische Flüchtlinge. 2021 spendete Deutschland 150 Millionen Euro für die Unterstützung palästinensischer Flüchtlinge.

## Kulturbeziehungen

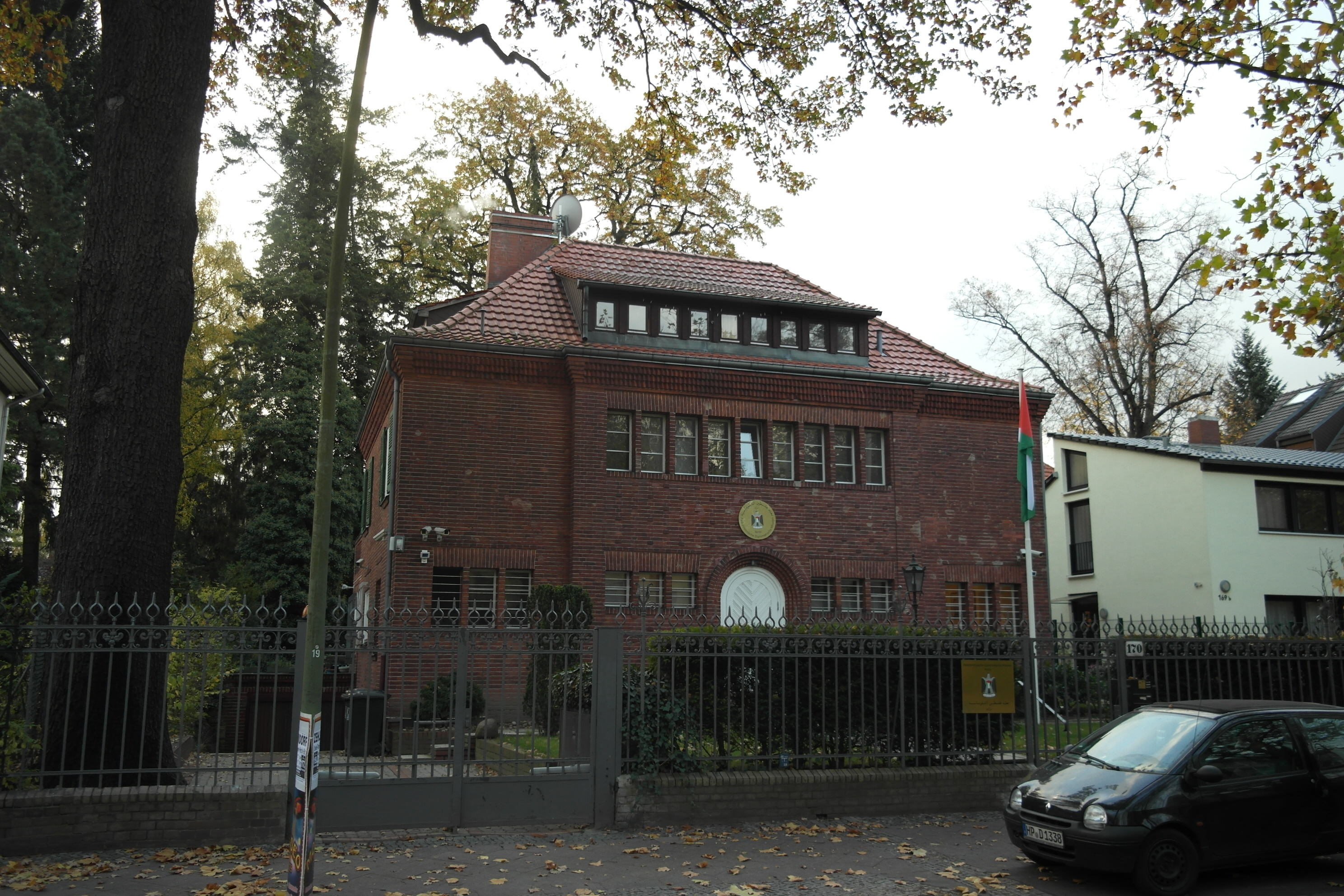
Palästinensische Vertretung in Berlin

Es bestehen zahlreiche Kontakte im Bereich der Kultur. Das Goethe-Institut betreibt mit dem Institut Français ein gemeinsames Deutsch-Französisches Kulturzentrum in Ramallah. Der Deutsche Akademische Austauschdienst fördert den Studentenaustausch und im akademischen Bereich gibt es eine enge Zusammenarbeit zwischen Hochschulen aus beiden Ländern. Zahlreiche private Träger betreiben in Palästina Kulturarbeit, und mit der Schmidt-Schule in Ost-Jerusalem und der Talitha-Kumi-Schule in Beit Dschala bestehen zwei deutsche Auslandsschulen in Palästina, betrieben von kirchlichen Trägern. Deutschland ist auch an der archäologischen und geschichtswissenschaftlichen Erforschung der Region beteiligt, was eine lange Tradition besitzt. Eine wichtige Trägerorganisation ist dabei das Deutsche Evangelische Institut für Altertumswissenschaft des Heiligen Landes und der Deutsche Palästinaverein. Der evangelische Jerusalemsverein unterstützt Kirchengemeinden in der Region.

## In Deutschland tätige palästinensische Organisationen
Die Palästinensische Gemeinschaft in Deutschland und die Deutsch-palästinensische Gesellschaft fördern die bilateralen Kulturbeziehungen und dienen auch als palästinensische Interessensvertretungen in Deutschland. Erstere tauchte in Berichten des Verfassungsschutzes auf und gilt als der Hamas nahestehend.
Nach dem Terrorangriff der Hamas auf Israel wurden neben der verbotenen Hamas auch Organisationen wie Samidoun, die PFLP und Boycott, Divestment and Sanctions (BDS) vermehrt diskutiert.

## Migration
Es gibt eine große palästinensischstämmige Gemeinschaft unter den Arabern in Deutschland. Ihre Zahl wird auf knapp 100.000 Personen geschätzt, viele davon im Bezirk Neukölln in der deutschen Hauptstadt Berlin. Die ersten Palästinenser kamen in den 1960er Jahren nach Deutschland und mit Beginn des Libanesischen Bürgerkriegs ab 1975 kam es zu einer Einwanderungswelle. Zu den bekannten Deutsch-Palästinensern gehören die Politikerin Sawsan Chebli und der Rapper Massiv.